# Santa María Aquiáhuac
Santa María Aquiáhuac är en ort i Mexiko.   Den ligger i kommunen Contla de Juan Cuamatzi och delstaten Tlaxcala, i den sydöstra delen av landet, 110 km öster om huvudstaden Mexico City. Santa María Aquiáhuac ligger 2 451 meter över havet och antalet invånare är 541.
Terrängen runt Santa María Aquiáhuac är platt åt nordväst, men åt sydost är den kuperad. Runt Santa María Aquiáhuac är det ganska tätbefolkat, med 230 invånare per kvadratkilometer. Närmaste större samhälle är Tlaxcala de Xicohtencatl, 7,4 km väster om Santa María Aquiáhuac. I omgivningarna runt Santa María Aquiáhuac växer i huvudsak blandskog.